# 木卫二十三
木卫二十三又稱為「卡呂刻」(S/2000 J 2, Kalyke)，是环绕木星运行的一颗逆行不規則卫星。是在2000年由斯科特·謝帕德帶領的天文小組於夏威夷大學發現，並給它一個臨時編號S/2000 J 2。
之後木卫二十三在2002年10月才以希臘神話中的王后卡吕刻（Kalyke）命名，而祂是埃特利俄斯（Aithlios）之妻。
以木卫二十三的軌道特性來分類的話，會被歸類為加爾尼群（加爾尼群是一群木星的衛星離木星23000000公里到24000000公里之間）。軌道傾斜165°左右，而木卫二十三符合這些特性。
木卫二十三是一個半徑約2.6公里的衛星，距離木星23,583,000公里，平均密度2.6g/cm3，公轉木星一圈需要742.98個地球日，離心率0.2453，軌道傾角165.198°，反射率0.04，光度21.8。